# Мууга (Маарду)
Му́уга (садовый городок Мууга, эст. Muuga aedlinn) — жилой район города-муниципалитета Маарду, образовавшийся на основе дачного посёлка в окрестностях Таллина, Эстония.

## География
Садовый городок Мууга расположен на западе Маарду и представляет из себя плотно застроенный одно- и двухэтажными жилыми домами район. Его площадь составляет 448 гектаров, на которых расположено почти 3000 объектов недвижимости со средней площадью 1000 м².

## Население
По данным регистра населения Маарду по состоянию на 1 января 2011 года в Мууга проживали 1830 человек.

## История
Начало созданию садового городка Мууга было положено в 1959 году. Он возводился на землях деревень Мууга и Тарасоо. Самые старые дачные дома на окраине садового городка были, согласно тогдашним (советским) строительным нормам, довольно маленькими. В настоящее время большинство дач капитально перестроены и приспособлены для круглогодичного проживания. Также ведётся строительство новых частных жилых домов.
В 1967 году садовый городок Мууга был объединён с Таллином, а в 1980 году вошёл в состав города Маарду.
Выход из садового городка Мууга к морю был отрезан началом строительства порта Мууга в 1982 году. Дорога к порту проходит по самой границе садового городка.
В октябре 2012 года в Мууга была создана некоммерческая организация «Общество Мууга» (эст. Muuga Selts). Её основа была заложена образованным в 2009 году «Обществом Садового городка Мууга» (эст. Muuga Aedlinna Selts, деятельность прекращена в декабре 2016 года). Задачей общества являлось объединение жителей садового городка Мууга и представление их интересов. В числе прочего общество организовывало весенние субботники (толоки) с целью благоустройства города Маарду в целом и микрорайона Мууга в частности.

## Инфраструктура
В садовом городке есть два продуктовых магазина, бар, хостель, баня, салон красоты, парикмахерская, аптека, цветочный магазин, магазин для домашних питомцев и предприятие по обслуживанию автомобилей.

## Общественный транспорт
Из Таллина в Мууга ходит таллинский городской автобус 34 и уездные автобусы 102, 103, 172 и 173.
- Жилые дома в Мууга

## Комментарии
1. ↑  Эстонские топонимы, оканчивающиеся на -а, не склоняются и не имеют женского рода (исключение — Нарва)[4].